# Lycopodiella descendens
Lycopodiella descendens är en lummerväxtart som beskrevs av B. Øllg. Lycopodiella descendens ingår i släktet strandlumrar, och familjen lummerväxter. Inga underarter finns listade i Catalogue of Life.